# Николай Няголов
Николай Няголов е български художник.

## Биография
Николай Бочев Няголов е роден през 1963 година в град Ловеч. Там живее до 14-годишна възраст, когато е приет в Националната гимназия за приложни изкуства в Троян, специалност „Керамика“. От 1984 до 1988 година следва и завършва висшето си образование във Факултета по изобразително изкуство на Великотърновския университет, специалност „Графика“ при проф. Мотко Бумов. Животът го отвежда в артистичния Пловдив, където не спира да развива изкуството си, експериментирайки с различните му форми и участвайки в редица самостоятелни и съвместни проекти.

## Творчество
Николай Няголов работи в областта на живописта, рисунката и неконвенционалните форми в изкуството. Преподава рисуване и комбинаторика в Националната гимназия за сценични и екранни изкуства в Пловдив. Член е на Съюза на българските художници и на Дружеството на пловдивските художници.
Творби на Николай Няголов са притежание на меценати от България, Великобритания, Германия и САЩ, както и на няколко музея за изобразително изкуство в България и чужбина. През 2019 художникът е отличен с Годишната награда на Дружество на пловдивските художници за Живопис.

## Самостоятелни изложби
- 2020 година: Галерия „Ларго“, Варна
- 2020 година: Галерия „Аспект“, Пловдив
- 2018 година: Галерия „Ларго“, Варна
- 2018 година: Галерия „Аспект“, Пловдив
- 2018 година: Галерия „Арт Форум“, София
- 2016 година: Галерия „Ларго“, Варна
- 2016 година: Галерия „Сигна“, Пловдив
- 2015 година: Галерия „Арт Форум“, София
- 2014 година: Галерия „Жорж Папазов“, Пловдив
- 2013 година: Галерия „Филипополис“, Пловдив
- 2012 година: Галерия „Жорж Папазов“, Пловдив
- 2011 година: Галерия „Ларго“, Варна
- 2010 година: Галерия „Жорж Папазов“, Пловдив
- 2009 година: Галерия „Жорж Папазов“, Пловдив
- 2009 година: Галерия „Арт Форум“, София
- 2008 година: Галерия „Арт Спектър“, Пловдив
- 2007 година: Галерия „Жорж Папазов“, Пловдив
- 2006 година: Лос Алтос, Калифорния, САЩ
- 2005 година: Галерия „Жорж Папазов“, Пловдив
- 2005 година: Галерия „Ракурси“, София
- 2004 година: Art 21, Пало Алто, Калифорния, САЩ
- 2003 година: Галерия „Солерс“, София
- 2003 година: Галерия „Жорж Папазов“, Пловдив
- 2002 година: Manor House, Белмонт, САЩ
- 2002 година: Галерия „Стълбата“, София
- 2001 година: Лос Алтос, Калифорния, САЩ
- 2000 година: Turnham Green, Лондон
- 1999 година: Национални есенни изложби, Пловдив
- 1999 година: Галерия „Ирида“, София
- 1998 година: Галерия „Солерс“, София
- 1998 година: Галерия „Дяков“, Пловдив
- 1997 година: „Дом Витгенщайн“, Виена
- 1997 година: Галерия „Дисонанс“, Пловдив
- 1996 година: Галерия „Арт Клуб“, София
- 1995 година: Галерия „Пловдив“, Пловдив
- 1994 година: Национални есенни изложби, Пловдив
- 1993 година: Kulturbrauerei, Берлин
- 1992 година: Frannz Club, Берлин
- 1991 година: Галерия „Съборна“, Пловдив

## Съвместни проекти
- 2019 година: Изложба с Пламен Русев, Галерия „Зелена линия“, Пловдив
- 2014 година: Изложба с Веселин Ламбрев, Галерия „Червената точка“, София
- 2006 година: Изложба „Съвременно българско изкуство“, Белмонт, САЩ
- 2003 година: Изложба „Български художници“, остров Свети Ахилеос, Гърция
- 2001 година: Изложба „Триенале на работи от хартия“, Тайпе, Тайван
- 2001 година: Изложба „Балканска среща“, Охрид, Северна Македония
- 1996 година: Изложба „Българско изкуство“, Магдебург, Германия
- 1994 година: Изложба „В търсене на отражението си“, Пловдив
- 1993 година: Изложба „Културен мост Германия – България“
- 1990 година: Изложба в Del Bello Gallery, Торонто, Канада